# Kaare Svalastoga
 Der er for få eller ingen kildehenvisninger i denne artikel, hvilket er et problem. Du kan hjælpe ved at angive troværdige kilder til de påstande, som fremføres i artiklen.

Kaare Halvor Svalastoga (1. marts 1914 i Rjukan, Norge – 8. juni 1997) var professor i sociologi på Københavns Universitet. Han var nordmand. Han var oprindelig historiker (magister fra Oslo Universitet 1940). Han havde fået sin uddannelse som sociolog i USA, hvor han blev ph.d. fra University of Washington, Seattle, i 1950.
Han fik et noget nær folkeligt gennembrud med bogen Social rang og mobilitet (1959, 1969), som han skrev sammen med Preben Wolf. Bogen beskriver lagdelingen af den danske befolkning på grundlag af oplysninger fra en række adspurgte.
Svalastoga søgte – som positivist – at forske så objektivt og værdifrit som muligt, og det var også denne opfattelse der lå til grund for hans undervisning.[kilde mangler] Efter studenteroprøret fulgte en marxistisk dominans. Marxisterne, som nød stor tilslutning blandt de studerende, anfægtede muligheden for at gennemføre værdifri forskning. De mente at sociologisk forskning altid ville være påvirket af værdier, typisk af de værdier der var herskende i samfundet, og de fandt problemet størst, når forskerne ikke selv var bevidst om de værdier de var behersket af.
Nogle, herunder tilhængere af den såkaldt "kritisk teori" gik endnu videre og mente, at forskningen også måtte have et samfundsmæssigt mål. Man skulle forske til fordel for de undertrykte klasser i Danmark, såvel som i undertrykte lande.
Den positivistiske – og i nogen grad kvantitativt – orienterede forskning førte til at der tidligt i 1960érne blev etableret et andet sociologisk institut, Institut for kultursociologi, hvor der blev lagt større vægt på de kvalitative aspekter og på mødet mellem forskellige kulturer og værdier.
Under anden verdenskrig blev Svalastoga taget til fange og endte i en koncentrationslejr. Det afholdt ham ikke fra at fortsætte sin forskning, og han skrev bogen Social ulighed i en fangelejr, da han senere blev løsladt.

## Forfatterskab
- Kaare Svalastoga: Prestige, Class and Mobility, 1959
- Kåre Svalastoga og Preben Wolf: Social Rang og Mobilitet; Gyldendals Uglebøger 1962
- Kaare Svalastoga og Preben Wolf: Social rang og mobilitet. Med et tillæg om nyere bidrag til stratifikationsforskningen i Danmark ved Tom Rishøj. 2 udg. 1969.